# York-klass
York-klass var en klass av tunga kryssare som byggdes för Royal Navy mellan 1927 och 1931, som tjänstgjorde under andra världskriget. Klassen var den andra och sista brittiska klassen av tunga kryssare med 8-tums kanoner som byggdes efter begränsningarna i 1922 års Washingtonfördrag. Den var en mindre och billigare variant av den tidigare County-klassen för att möjliggöra byggandet av fler kryssare med de begränsade försvarsbudgetarna under slutet av 1920-talet. Man planerade att bygga sju kryssare av klassen med endast två kom att byggas, byggandet av de övriga sköts upp av budgetskäl för att strykas helt som en följd av det första Londonfördraget.

## Fartyg i klassen

### HMSYork(90)
Påbörjad: 15 maj 1927, Sjösatt: 17 juli 1928, Tagen i tjänst: 6 maj 1930, Sänkt: 26 mars 1941

Fartyget namngavs efter staden York och sjösattes den 17 juli 1928 från Pamers varv i Jarrow. Togs i tjänst den 6 maj 1930 som flaggskepp för 2nd Cruiser Squadron i Home Fleet, överfördes senare till 8th Cruiser Squadron tillhörande North America and West Indies Station där hon tjänstgjorde under förkrigstiden. Efter andra världskrigets utbrott som överfördes hon till 1st Cruiser Squadron ur Home Fleet. I början av april 1940 tog York och resten av skvadronen ombord trupper som skulle landsättas i Norge som en del av Plan R 4, den 8 april lastades trupperna av då den tyska invasionen redan var överhängande. York kom att operera i norska farvatten fram till maj 1940. I augusti 1940 överfördes York till Medelhavet. Den 26 mars 1941 så sänktes York av två sprängbåtar från Decima Flottiglia MAS i Soudabukten utanför Souda på Kreta.

### HMSExeter(68)
Påbörjad: 1 augusti 1928, Sjösatt: 13 juli 1929, Tagen i tjänst: 23 juli 1931, Sänkt: 1 mars 1942

Fartyget namngavs efter staden Exeter och sjösattes den 13 juli 1929 från Dockyard Devonport. Togs i tjänst den 23 juli 1931 i 2nd Cruiser Squadron, 1934 överfördes Exeter till North America and West Indies Station. Vid utbrottet av andra världskriget så patrullerade hon utanför den södra atlantkusten av Sydamerika för att skydda handelssjöfarten. Tillsammans med de lätta kryssarna HMS Ajax och HMS Achilles drabbade HMS Exeter den 13 december 1939 samman med det tyska fickslagskeppet Admiral Graf Spee utanför Uruguays kust i slaget vid Río de la Plata. I slaget träffades Exeter av sju stycken 280 millimeters granater från Admiral Graf Spee och utsattes för flera nära träffar som gav splitterskador. Alla tunga kanontorn slogs ut och farten sjönk till 18 knop, detta tvingade Exeter att retirera mot Port Stanley på Falklandsöarna. Exeters reträtt lämnade de två lätta kryssarna att hålla vakt när Graf Spee sökte skydd i Montevideo i väntan på att HMS Cumberland skulle hinna fram som förstärkning. I tron att starkare brittiska flottstyrkor väntade valde tyskarna att borra sitt fartyg i sank. Exeter genomgick tillfälliga reparationer på Falklandsöarna fram till januari 1940 då hon kunde segla till Dockyard Devonport för reparationer som pågick till mars 1941. Efter det japanska inträdet i kriget, opererade hon i sydostasiatiska farvatten inför den väntande invasionen av Nederländska Ostindien som en del av en gemensam flottstyrka (ABDA) ubåt USA, Storbritannien, Nederländerna och Australien. ABDA-styrkan utplånades i stort sett under Slaget vid Javasjön den 27 februari 1942. Exeter träffades av en 8-tumsgranat i ett av pannrummen och beordrades att segla mot Surabaya för reparationer, jagaren HMS Electra sänktes när hon täckte Exeters reträtt. Två dagar senare försökte hon nå Sundasundet när hon gensköts av fyra japanska tunga kryssare,  Nachi, Haguro, Myōkō och Ashigara tillsammans med fyra jagare. I det efterföljande 
Andra slaget vid Javasjön skadades Exeter svårt av kryssarnas kanoneld och sänktes till slut av två torpeder från en japansk jagare.